# Blur (음반)
| 전문가 평가          | 전문가 평가 |
| 평가 점수            | 평가 점수   |
| 출처                 | 점수        |
| -------------------- | ----------- |
| AllMusic             | [ 1 ]       |
| Chicago Tribune      | [ 2 ]       |
| Entertainment Weekly | B+          |
| The Guardian         | [ 4 ]       |
| NME                  | 7/10        |
| Pitchfork            | 8.1/10      |
| Q                    | [ 7 ]       |
| Rolling Stone        | [ 8 ]       |
| Select               | 4/5         |
| Spin                 | 7/10        |

《Blur》는 1997년 2월 10일, 푸드 레코드가 발매한 영국의 록 밴드 블러의 다섯 번째 스튜디오 음반이다. 블러는 이전에 미국 대중문화에 대해 대체로 비판적이었으며, 그들의 이전 음반은 브릿팝 운동, 특히 《Parklife》와 관련이 있게 되었고, 이는 그들이 영국의 주요 대중문화 중 하나가 되도록 도왔다. 그들의 이전 음반인 《The Great Escape》 이후, 밴드는 언론의 반발에 직면했고 멤버들 사이의 관계는 긴장되었다.
밴드의 기타리스트 그레이엄 콕슨의 제안으로, 밴드는 페이브먼트와 같은 미국의 인디 록 밴드들의 영향을 받으며 스타일적인 변화를 겪었다. 녹음은 런던뿐만 아니라 아이슬란드 레이캬비크에서도 이루어졌다. 드러머 데이브 론트리는 음반에 수록된 음악이 이전 작품보다 더 공격적이고 감성적이라고 설명했다. 프로듀서 스티븐 스트리트는 리드 싱어송라이터인 데이먼 알반이 더 많은 개인적인 경험에 대해 쓰기 시작했다고 주장했고, 콕슨은 그의 가사를 들어보면 "그는 분명히 좀 더 머리가 돌았다"는 것이 분명하다고 밝혔다.
블러의 레이블, EMI, 그리고 음악 언론의 걱정에도 불구하고, 스타일의 변화가 밴드의 주로 10대 팬층을 멀어지게 할 것이고, 결과적으로 음반이 무너질 것이라는 우려에도 불구하고, 블러는 리드 싱글인 〈Beetlebum〉뿐만 아니라 영국 차트 1위에 올랐고 음반은 플래티넘 인증을 받았다. 이 음반은 다른 6개국에서도 20위 안에 들었다. 〈Song 2〉의 성공은 블러가 브릿팝계가 크게 성공하지 못했던 미국에서 밴드의 가장 성공적인 음반이 되도록 이끌었다. 이 음반은 대부분의 음악 비평가들로부터 긍정적인 평가를 받았으며, 많은 비평가들은 알반의 작사, 작곡뿐만 아니라 스타일적인 변화를 칭찬했다.

## 배경

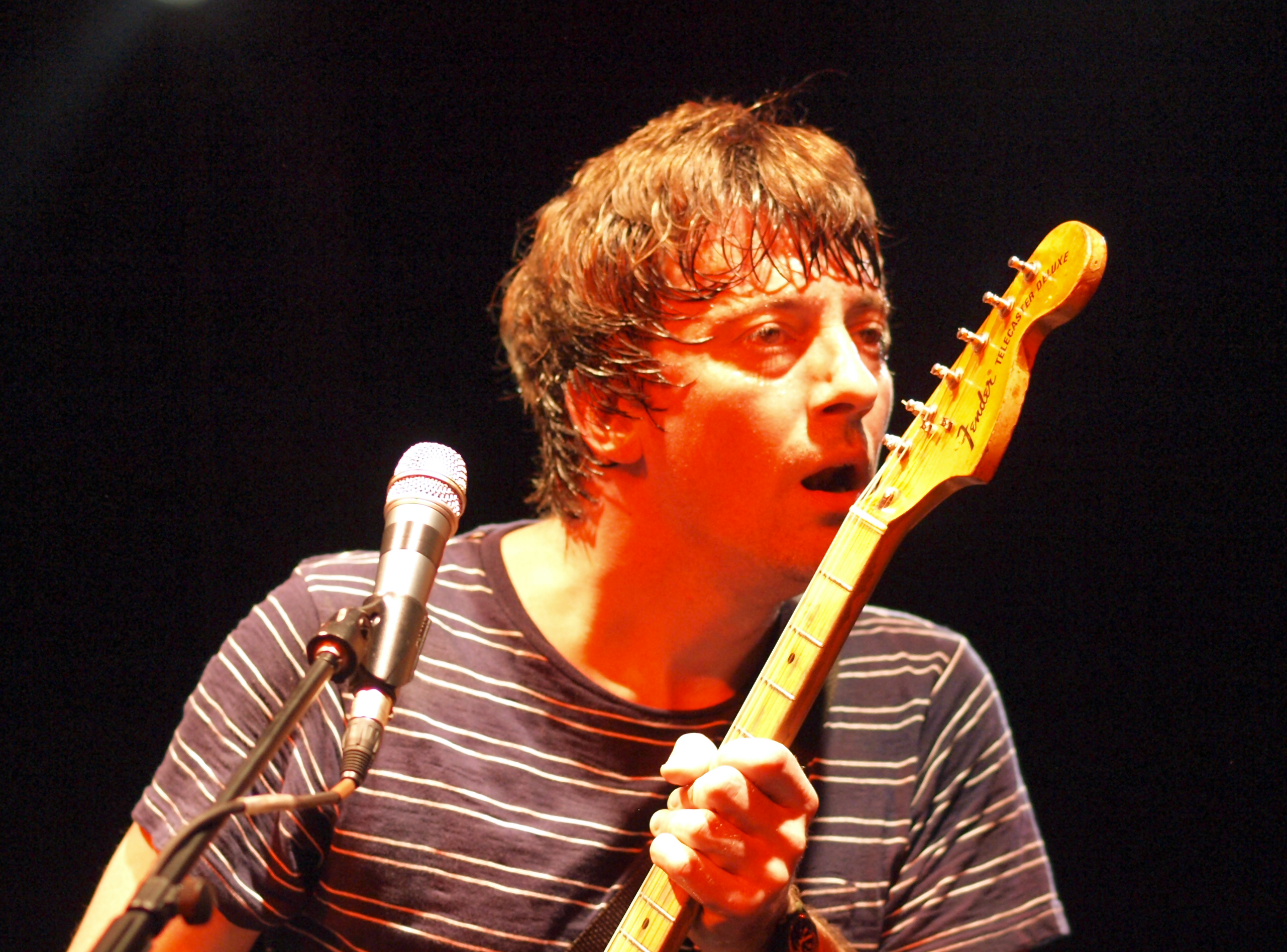
그레이엄 콕슨은 자신을 "중고 팝 인생의 위기"를 겪고 있다고 묘사했으며 밴드가 "사람들을 다시 놀라게 하는" 음악을 작곡하기를 간절히 바랐다.

블러의 이전 음반 《The Great Escape》가 호평을 받고 영국 차트에 1위로 진입했음에도 불구하고, 이 음반의 성공은 미국에서 4배 플래티넘을 기록한 브릿팝 라이벌 오아시스의 《(What's the Story) Morning Glory?》와 비교했을 때 그늘에 남겨졌다. 블러는 "노동계급 영웅" 오아시스에 비해 "진정한 중산층 팝 밴드"로 인식되어, 리드 싱어송라이터인 데이먼 알반이 "멍청하고 혼란스럽다"고 느끼게 했다. 베이시스트 알렉스 제임스는 나중에 이렇게 요약했다. "데이먼은 인민영웅이 된 후 짧은 기간 동안 인민폐가 되었습니다. 기본적으로 그는 매우 공개적으로 패배자였습니다."
1996년 《Q》 매거진 인터뷰에서 블러 멤버들 사이의 관계가 매우 긴장되어 있다는 것을 드러냈고, 저널리스트인 아드리안 디보이는 블러 멤버들 사이의 관계가 "불안한 이별의 위기에 처해 있다"고 썼다. 특히 기타리스트 그레이엄 콕슨은 그의 밴드 동료인 제임스와 블러의 음악적 방향과 대중적 이미지에 대한 통제력 때문에 알반을 원망하기 시작했다. 1996년 2월, 콕슨과 제임스가 이탈리아 텔레비전에서 립싱크된 블러 공연 중계를 위해 자리를 비웠을 때, 그들은 각각 판지 컷아웃과 로디로 대체되었다. 블러 전기 작가 스튜어트 매코니는 그 당시 "블러는 매우 어색하게 꿰매어져 있었다"고 썼다.
콕슨은 음주 문제와 씨름했고, 이 그룹의 예전 브릿팝 미적 감각을 거부하면서, 페이브먼트와 같은 시끄러운 미국의 얼터너티브 록 밴드들의 음악을 들었다. 2010년 《노 디스턴스 레프트 투 런》이라는 밴드의 다큐멘터리에서 콕슨은 "그들 중 많은 이들이 기타로 매우 흥미로운 일을 하고 있었고 나는 자양분이 필요했기 때문에 미국 기타리스트들로부터 더 많은 영향을 받았습니다. 기타리스트로서는 그런 일이 없었던 것 같습니다. 비록 영국 음악이 더 인기를 끌긴 했지만, 저는 작은 레이블에서 미국에서 더 많은 것을 듣기 시작했습니다."라고 말했다.
이전에 이를 일축한 바 있지만, 알반은 Lo-Fi와 언더그라운드 음악에 대한 콕슨의 취향을 인식하게 되었고, 블러의 음악적 방향을 다시 한 번 크게 바꿀 필요성을 인식했다. "저는 제 피아노 앞에 앉아 하루 종일 뛰어난 관찰력 있는 팝송을 작곡할 수 있습니다. 하지만 여러분은 앞으로 나아가야 합니다."라고 그는 말했다. 그는 그 후 스트리트에 접근하여 밴드의 다음 음반에서 좀 더 헐거워진 소리를 주장했다. 콕슨은 드러머 데이브 론트리의 표현대로 "이 밴드를 작업하라"는 자신의 개인적인 필요를 인식하고 알반에게 편지를 써서 그들의 음악에 대한 그의 열망을 "사람들을 다시 겁주라"고 표현했다.

## 녹음

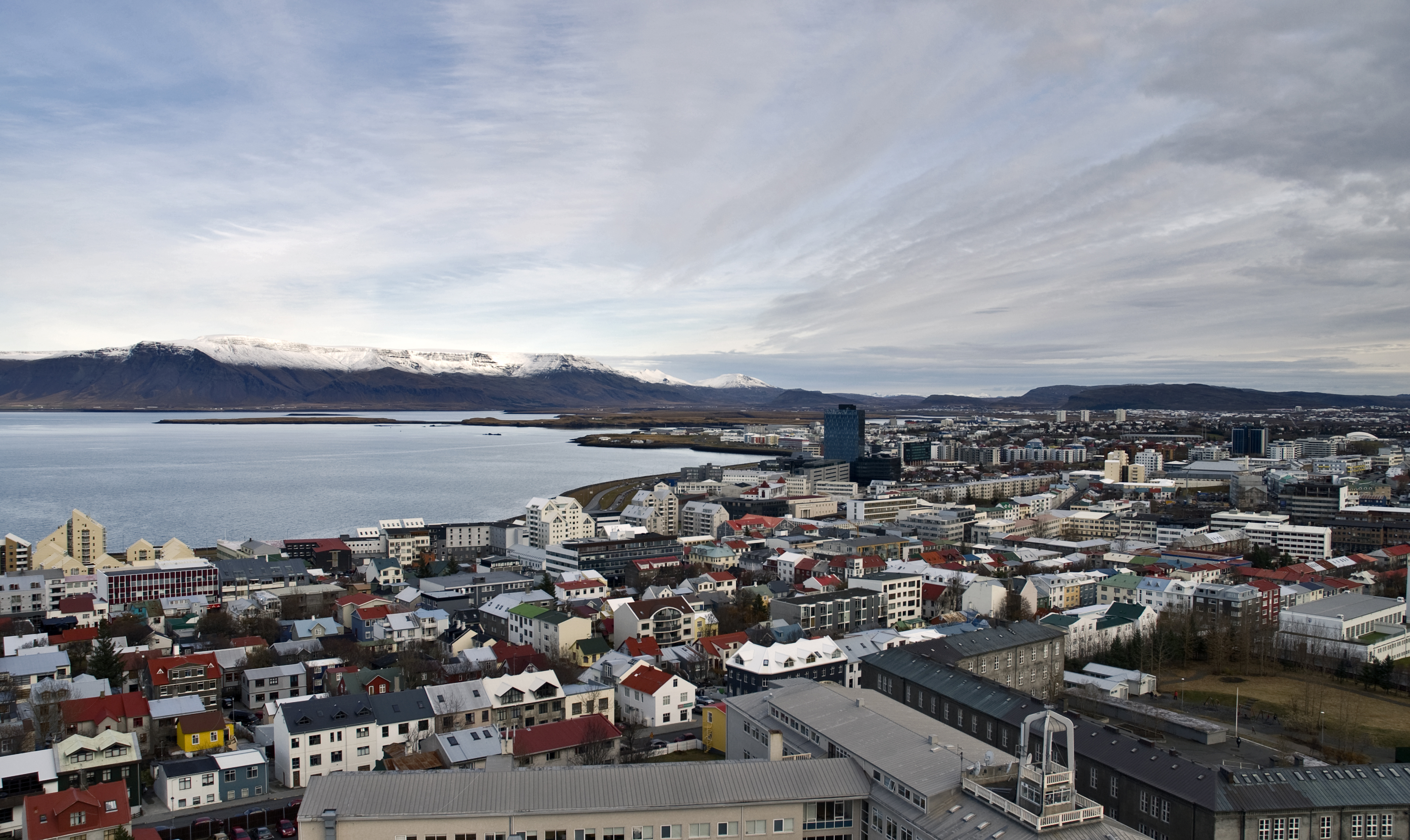
이 음반은 아이슬란드의 레이캬비크에서 부분적으로 녹음되었다.

음반 녹음 세션은 1996년 6월 런던의 메이페어 스튜디오에서 시작되었다. 초기 세션 후, 밴드는 브릿팝계를 떠나 아이슬란드의 레이캬비크에서 음반의 나머지를 녹음하기 위해 떠났다. 〈Strange News from Another Star〉, 〈Essex Dogs〉, 〈Beetlebum〉, 〈On Your Own〉의 보컬이 녹음된 것은 아이슬란드에서였다. 알반은 인터뷰에서 "그곳에서 방금 보컬을 녹음했다"고 밝혔다. "저는 그곳에 집이 있는데 [태양은 정오까지 뜨지 않습니다]라는 불빛 때문에 글을 쓰기에 완벽한 장소입니다. 여름엔 날씨가 좋지 않아요. 24시간 내내 햇볕이 내리쬐니까요."
음악 스타일의 변화와 별개로, 밴드는 녹음 방식을 바꾸었다. 콕슨은 "이것은 우리가 곤경에 처하게 된 첫 번째였다"고 밝혔다. "저희는 지금까지 한번도 제대로 끼인 적이 없습니다. 우리는 실험실에서처럼 전반적으로 녹화에 대해 상당히 까다롭게 굴었습니다. 그래, 우리는 실제로 생각나는 대로 연주하고 편집하는 것을 통해 우리의 길을 느꼈어. 정말 흥미로웠어요." "우리는 1991년 이후로 하지 못했던 방식으로 2주 동안 함께 놀았어요."라고 데이브는 회상한다. "우리는 사운드를 정화시키고 싶었습니다. 우리가 연주하지 않는 어떤 소리도 가지지 않기 위해서요. 입력 끝에서 작은 변경을 하면 출력에 큰 변화가 생길 수 있다고 판단했어요."라고 말했다. 프로듀서 스티븐 스트리트에 따르면, "블러는 상업적 압력과 히트 싱글이 더 이상 주요 고려 대상이 되지 않을 것이라고 결정했습니다. 스튜디오의 분위기는 제가 처음 그들과 함께 작업했을 때와 매우 달랐습니다." "스튜디오에서, 우리가 처음 며칠을 지나갔을 때, 저는 모든 사람들이 계란 껍데기를 밟고 있다고 느꼈습니다. 대단한 분위기가 있었습니다. 그들은 이 음반의 다른 사람들과 경쟁하고 싶지 않았기 때문에 밴드를 지속시키는 데 도움이 되는 음반을 만들고 싶어했던 것 같아요." 스트리트는 "이야기하기에는 너무 쉬웠지만 정말로 유용하다"라고 묘사된 새로운 하드웨어를 구입하여 루프를 샘플링하고 다른 방법으로 밴드의 잼 세션의 전체 부분을 잘라내고 붙여넣을 수 있게 했다.

## 커버 아트
블러를 위한 삽화와 움번의 관련 싱글은 크리스 톰슨과 리처드 불로 구성된 디자인 회사인 요트 어소시에이츠가 디자인했다. 이 두 사람은 또한 스타일로루즈의 일부로서 블러의 이전 음반 커버의 디자인 과정에 참여했었다. 커버 아트는 응급 병동으로 급히 들어가는 환자를 묘사한다. 요트 어소시에이츠는 "낙관성과 무서움"을 동시에 전달한 이미지를 찾아 토니 스톤 이미지 주식 사진을 "미학적인 꿈"이라고 표현하며 선택했다. 《죽기 전에 꼭 들어야 할 앨범 1001》에서 평론가 마크 베넷은 커버 아트가 음반 이전의 밴드의 비판적인 상태를 표현했다고 추측한다.
폴 포슬의 뒷면 커버와 안쪽 소매는 음반의 많은 부분이 녹음된 아이슬란드의 황밭을 묘사하고 있다. 포슬은 또한 밴드가 게이트폴드 리허설을 하는 사진을 찍었다. 《Blur》는 또한 그룹의 첫 음반으로 라이너 노트에 가사와 화음을 인쇄하지 않고 스튜디오에 있는 밴드의 합성 사진을 세 개의 패널에 펼쳐 놓았다. 이 결정에 대한 질문에 알반은 "당의 죽음"과 "다른 별에서 온 낯선 뉴스"가 상당히 명확하다고 밝혔지만, "가사가 어떤 내용인지 설명하는 것을 거치고 싶지 않았다"고 밝혔다.

## 곡 목록
모든 곡들은 특별한 언급이 없는 한 데이먼 알반, 그레이엄 콕슨, 알렉스 제임스, 데이브 론트리에 의해 작사/작곡하였다.
| #   | 제목                                                              | 재생 시간 |
| --- | ----------------------------------------------------------------- | --------- |
| 1.  | Beetlebum                                                         | 5:04      |
| 2.  | Song 2                                                            | 2:02      |
| 3.  | Country Sad Ballad Man                                            | 4:50      |
| 4.  | M.O.R. (알반, 콕슨, 제임스, 론트리, 데이비드 보위, 브라이언 이노) | 3:27      |
| 5.  | On Your Own                                                       | 4:26      |
| 6.  | Theme from Retro                                                  | 3:37      |
| 7.  | You're So Great                                                   | 3:35      |
| 8.  | Death of a Party                                                  | 4:33      |
| 9.  | Chinese Bombs                                                     | 1:24      |
| 10. | I'm Just a Killer for Your Love                                   | 4:11      |
| 11. | Look Inside America                                               | 3:50      |
| 12. | Strange News from Another Star                                    | 4:02      |
| 13. | Movin' On                                                         | 3:44      |
| 14. | Essex Dogs                                                        | 8:08      |

## 인증
| 국가                                                  | 인증     | 판매량/출하량 |
| ----------------------------------------------------- | -------- | ------------- |
| 오스트레일리아 (ARIA)                                 | 골드     | 35,000^       |
| 캐나다 (뮤직 캐나다)                                  | 플래티넘 | 100,000^      |
| 일본 (RIAJ)                                           | 플래티넘 | 0^            |
| 뉴질랜드 (RMNZ)                                       | 플래티넘 | 15,000^       |
| 스페인 (PROMUSICAE)                                   | 플래티넘 | 100,000^      |
| 영국 (BPI)                                            | 플래티넘 | 300,000^      |
| 미국 (RIAA)                                           | 골드     | 679,000       |
| 요약                                                  |          |               |
| 유럽 (IFPI)                                           | 플래티넘 | 1,000,000*    |
| *판매량을 기반으로 한 인증 ^출하량을 기반으로 한 인증 |          |               |